# Kuźnica-Folwark
Kuźnica-Folwark – część wsi Kuźnica Stara w Polsce położona w województwie śląskim, w powiecie myszkowskim, w gminie Poraj.
W latach 1975–1998 miejscowość administracyjnie należała do województwa częstochowskiego.